# Nitrifikation

Kvävecykeln

Nitrifikation innebär oxidation av ammonium till nitratjoner. Det är en process i två steg. Det första steget är en försurande oxidation av ammonium till nitrit, som utförs av bakteriesläktet Nitrosomonas. Det andra steget är en neutral oxidation av nitrit till nitrat, som utförs av bakteriesläktet Nitrobacter. Nitrifikationen är en viktig del av kvävets kretslopp.

## Kemiska formler
{\displaystyle 2\mathrm {NH} _{4}^{+}+3\mathrm {O} _{2}\rightleftharpoons 2\mathrm {NO} _{2}^{-}+4\mathrm {H} ^{+}+2\mathrm {H} _{2}\mathrm {O} } Steg 1
{\displaystyle 2\mathrm {NO} _{2}^{-}+\mathrm {O} _{2}\rightleftharpoons 2\mathrm {NO} _{3}^{-}} Steg 2

## Växtnäring
Nitrifikation förekommer allmänt i genomluftad jord som inte är alltför sur. Ammoniak bildas när organiska ämnen förmultnar. Av nitritbakterier överförs den till nitrit, som av nitratbakterier oxideras vidare till nitrat. De högre växterna kan lätt tillgodogöra sig nitrat, och nitrifikationen har därför stor betydelse för markens bördighet. 